# Danny Padilla
Danny Padilla, auch bekannt als „The Giant Killer“ (* 3. April 1951 in Rochester, New York), ist ein ehemaliger professioneller Bodybuilder.

## Biographie
Padilla begann seine Bodybuilding-Karriere in den 1970er Jahren und wurde für seine beeindruckende Muskeldefinition und Symmetrie bekannt. Mit einer Körpergröße von nur etwa 5 Fuß 2 Zoll (157 cm) erhielt er den Spitznamen „The Giant Killer“, da er oft größere Konkurrenten besiegte.
In seiner Wettkampfkarriere erzielte er beachtliche Erfolge. Im Jahr 1975 gewann er den Titel des Mr. America in der Leichtgewichtsklasse. 1977 wurde er IFBB Mr. USA in der Leichtgewichtsklasse und 1978 erneut Mr. America in der Leichtgewichtsklasse. 1979 gewann er den Titel des IFBB Mr. World in der Leichtgewichtsklasse.
Padillas Teilnahme am renommierten Mr. Olympia-Wettkampf erfolgte erstmals im Jahr 1981, wo er den siebten Platz erreichte. Er nahm auch 1983 am Mr. Olympia teil und belegte den zehnten Platz. Obwohl er den Titel des Mr. Olympia nie gewann, ist Padilla in der Bodybuilding-Gemeinschaft für seine ästhetischen Qualitäten und Symmetrie respektiert.
Nach seiner Wettkampfkarriere blieb Padilla in der Fitnessbranche aktiv und war als Trainer und Motivationsredner tätig. Sein Einfluss erstreckt sich über seine aktive Wettkampfzeit hinaus, und er wird als Bodybuilding-Legende betrachtet, die trotz ihrer kleineren Statur beachtlichen Erfolg erzielt hat.

## Wettkampferfolge
- 1975 Mr. America – 1. Platz (Leichtgewicht)[9][10]
- 1977 IFBB Mr. USA – 1. Platz (Leichtgewicht)[11]
- 1978 Mr. America – 1. Platz (Leichtgewicht)[12][13]
- 1979 IFBB Mr. World – 1. Platz (Leichtgewicht)[14]
- 1981 Mr. Olympia – 7. Platz[15][16]
- 1983 Mr. Olympia – 10. Platz[17]